# Chrysopilus diplostigma
Chrysopilus diplostigma är en tvåvingeart som beskrevs av Mario Bezzi 1916. Chrysopilus diplostigma ingår i släktet Chrysopilus och familjen snäppflugor. Inga underarter finns listade i Catalogue of Life.